# Tiigiveski jalgpalliväljak
Der Tiigiveski jalgpalliväljak (deutsch Tiigiveski Fußballplatz) war ein Fußballstadion im Stadtteil Kesklinn der estnischen Hauptstadt Tallinn. Es war zwischen 1913 und 1922 die Heimspielstätte der Fußballvereine SK Tallinna Sport und JK Tallinna Kalev, und kurzzeitig des Tallinna JK im Jahr 1921. Die Estnische Fußballnationalmannschaft absolvierte im Jahr 1921 zwei Länderspiele in diesem Stadion.

## Geschichte

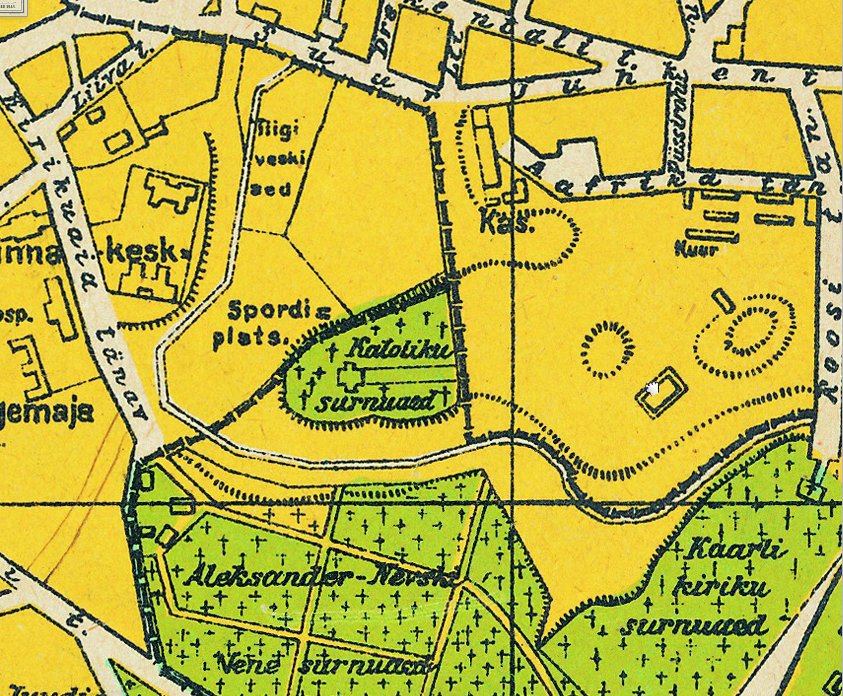
Der Tiigiveski-Sportplatz in Tallinn 1928

Im Laufe der Zeit verwandelte sich ein Teich in Tallinn zu einem Sumpf. Im Auftrag der Stadtregierung wurde der 200 Meter lange Teich in den Jahren 1910 und 1911 mit Erde aus dem Fundamentloch des Estonia Theaters aufgefüllt. In der gleichen Zeit wurde unter der Leitung des Stadtgärtners Hans Lepa der Tiigiveski Park gegründet, der im historischen Stadtteil Juhkentali liegt. Der Name des Stadtteils Juhkentali geht auf den Namen des Buchhändlers und Stadtdruckers Lorenz Jauch zurück der am Fluss Härjapea das Sommergut Jauchenthal gründete. Zusammen mit dem Park wurden eine 0,9 ha große Gärtnerei und ein Garten mit Gewächshäusern angelegt. Auf dem Gelände befindet sich noch heute eine als Teichmühle bezeichnete Wassermühle die bereits im 13. Jahrhundert im Zusammenhang mit der Mahlung des Getreides des Nonnenklosters Mihkl genannt wird. Die Gebäude der Wassermühle sind bis heute erhalten, wenn auch sehr stark umgebaut. Früher gab es auf dem Gelände des Parks einen katholischen Friedhof.
Nach der Eröffnung des Parks wurde bald mit dem Bau eines Fußballstadions begonnen. Das 1913 fertiggestellte Fußballstadion das am Fluss Härjapea gelegen war, gilt als eines der ältesten in Tallinn. Ab dem Jahr 1912 war der neue Platz bis 1922 die Heimspielstätte des 1911 gegründeten JK Tallinna Kalev und des ein Jahr später gegründeten SK Tallinna Sport. Vor dem Zweiten Weltkrieg waren die beiden Hauptstadtvereine die erfolgreichsten Vereine Estlands, die zusammen elfmal den Meistertitel gewannen. Im Jahr 1922 spielte der im selben Jahr gegründete Tallinna JK kurzzeitig im Tiigiveski.

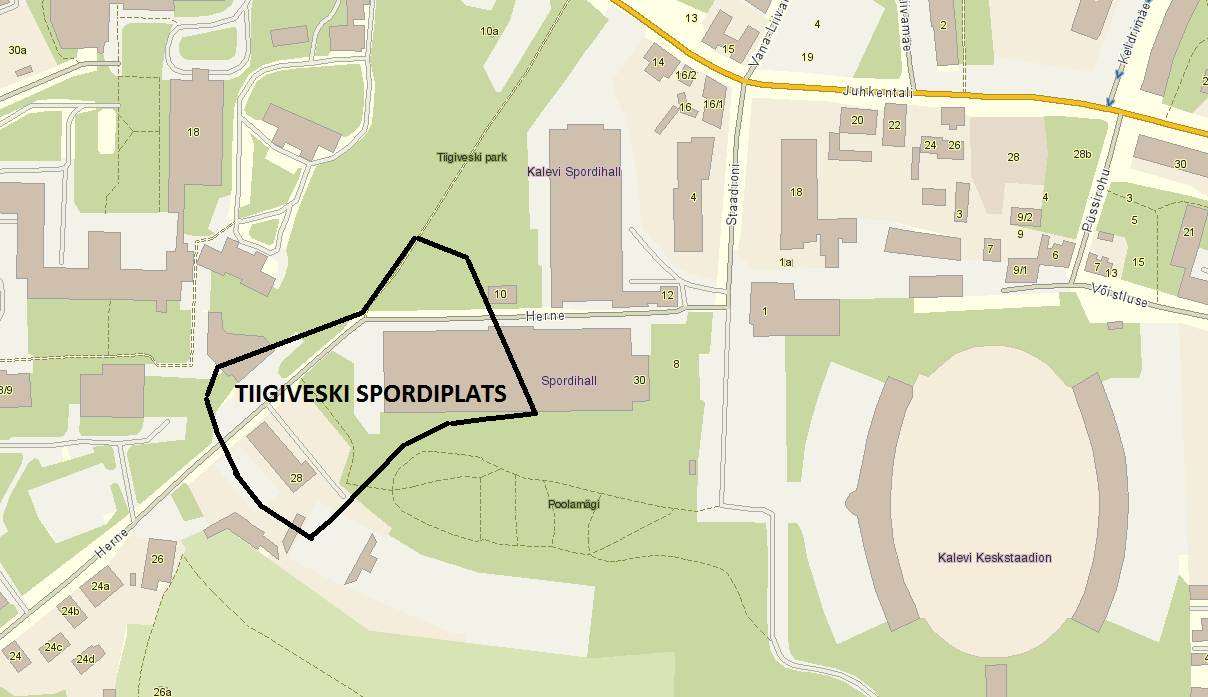
Eine Zeichnung, wo sich der Tiigiveski-Sportplatz auf der heutigen Karte befinden würde

Tiigiveski war das erste Heimstadion der Estnischen Fußballnationalmannschaft. Nachdem Estland 1920 in Helsinki sein erstes Fußballländerspiel nach der Unabhängigkeit vom Russischen Kaiserreich gegen Finnland bestritten hatte, absolvierte die Mannschaft im Jahr 1921 im Tiigiveski die ersten Heimspiele ihrer Geschichte, als Estland gegen Schweden und Finnland in Freundschaftsspielen antrat. Das Spiel gegen Schweden endete mit einem 0:0-Unentschieden. Gegen Finnland gab es eine 0:3-Niederlage, das als letztes offizielles Spiel der Nationalmannschaft im Tiigiveski ausgetragen wurde, da die Mannschaft nach der Fertigstellung im Jahr 1923 in das Kalevi Aed umzog.
Nach der estnischen Fußballmeisterschaft im Jahr 1921 in der im Endspiel der SK Tallinna Sport auf den Tallinna JK traf, wurden in Tigivesk durch den Bürgermeister von Tallinn, Anton Uesson alle sportlichen Aktivitäten und Wettkämpfe verboten, da sich die Patienten des nahegelegenen Krankenhauses an den Lärm störten. Im Frühjahr 1922 war zwar die Sportausübung erlaubt, die Veranstaltung von Wettkämpfen jedoch weiterhin verboten.
Sein heutiges Aussehen erhielt der Park während der Sowjetzeit. Im Jahr 1955 wurde in unmittelbarer Nähe das Kalevi Keskstaadion eröffnet. 1962 wurde auf dem Gelände des Tigivesk die Kalevi-Basketballhalle fertiggestellt. Später wurden dahinter eine Leichtathletikhalle und ein Tennisstadion errichtet. Somit sind vom Tiigiveski-Park bescheidene 3,3 Hektar übrig geblieben. Am Hang neben dem Park befindet sich seit dem 18. Jahrhundert das Zentralkrankenhaus. Auf der anderen Seite erhebt sich hinter der heutigen Leichtathletikhalle der sogenannte „Polnische Hügel“, der einst der Friedhof der katholischen Kirchengemeinde war.

### Länderspiele
In Tiigiveski wurden zwei Länderspiele der estnischen Nationalmannschaft ausgetragen.
| Fußballnationalmannschaft der Männer | Fußballnationalmannschaft der Männer | Fußballnationalmannschaft der Männer | Fußballnationalmannschaft der Männer | Fußballnationalmannschaft der Männer |
| Datum                                | Begegnung                            | Begegnung                            | Begegnung                            | Ergebnis                             |
| ------------------------------------ | ------------------------------------ | ------------------------------------ | ------------------------------------ | ------------------------------------ |
| 22. Juli 1921                        | Estland                              | –                                    | Schweden                             | 0:0                                  |
| 28. Aug. 1921                        | Estland                              | –                                    | Finnland                             | 0:3 (0:2)                            |